# Mao Yi
Mao Yi (毛艺S, Máo YìP; Ruijin, 16 settembre 1999) è una ginnasta cinese.

## Palmarès

### Olimpiadi
- 1 medaglia:
  - 1 bronzo (Rio de Janeiro 2016 a squadre)

### Mondiali
- 1 medaglia:
  - 1 argento (Glasgow 2015 a squadre)

### Campionati asiatici
- 1 medaglia:
  - 1 argento (Hiroshima 2015 a squadre)